# Sabina Feinstein
Sabina Feinstein przybrane nazwisko Marczak (ur. 1880 w Warszawie, zm. 7 kwietnia 1964 tamże) – działaczka ruchu rewolucyjnego związana z SDKPiL.

## Życiorys
Córka żydowskiego kupca Ludwika, siostra działaczki SDKPiL Michaliny. Choć formalnie nie wstąpiła do partii, wykonywała różne zadania na polecenie Zarządu Głównego (ZG) i Komitetu Warszawskiego SDKPiL. Z ramienia SDKPiL 20 XII 1904 brała udział w zebraniu zwołanym przez Andrzeja Niemojewskiego i w dyskusji z przedstawicielami tzw. ruchu konstytucyjnego. Aktywna uczestniczka rewolucji 1905-1907, pisała artykuły i notatki do „Czerwonego Sztandaru”, m.in. artykuł o obchodach święta 1 maja w Warszawie. Korespondowała z Różą Luksemburg, pomagała więźniom politycznym. 1905-1910 była uczuciowo związana z Feliksem Dzierżyńskim; zachowało się kilkadziesiąt jej listów do Dzierżyńskiego. W późniejszych latach nie brała udziału w życiu politycznym, tylko pracowała w kancelarii adwokackiej i w biurze Zakładów Żyrardowskich. Podczas okupacji mieszkała w Warszawie pod nazwiskiem Marczak. Po wojnie była wieloletnią pracownicą Ministerstwa Spraw Zagranicznych, m.in. na placówce dyplomatycznej w Szwecji, później do emerytury pracowała w Biurze Obrotu Maszynami. Odznaczona Orderem Sztandaru Pracy I klasy.